# اتاقک جرقه

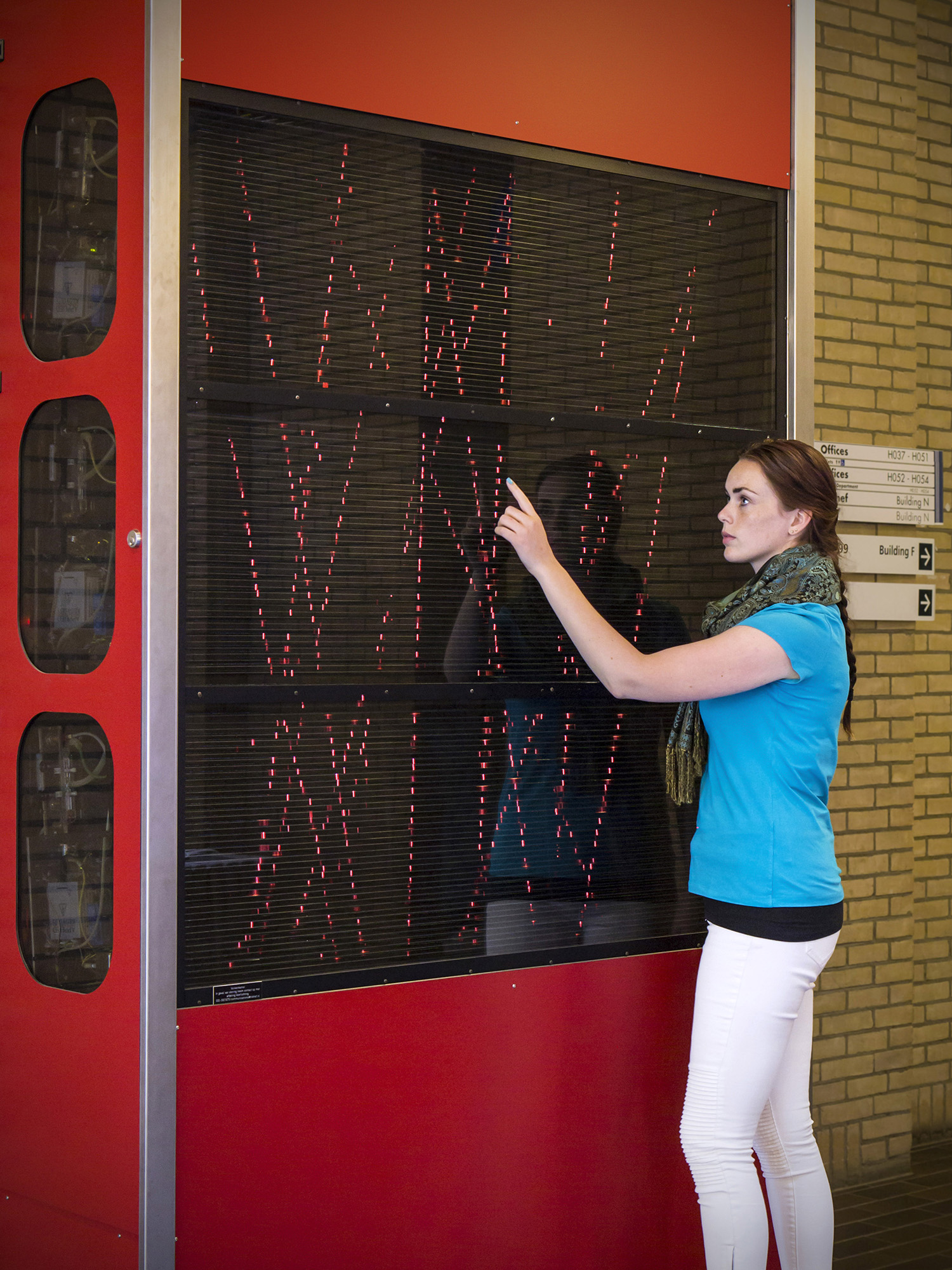
اتاقک جرقه

اتاقک جرقه (انگلیسی: Spark chamber) وسیله‌ای برای آشکارسازی تابش یا ذرات بنیادی شمارگر جرقه‌زن، تشکیل شده از یک جفت الکترود که میان آن‌ها اختلاف پتانسیل زیادتر برقرار است و نزدیک هم واقعند.اگر ذره‌ای از میان آند و کاتد بگذرد جرقه‌ای پدید می‌آورد و در لحظه تخلیه الکتریکی موجب افت ولتاژ قابل اندازه‌گیری در آند می‌شود.عبور ذرات از داخل این اسباب به‌طریق عکاسی یا الکترونیکی ثبت می‌شود.اتاقک جرقه معمولاً دارای چند جفت الکترود است و اغلب از گاز نئون پر شده‌است.